# Obelga
Obelga, inwektywa − obraza słowna wyrażona mową lub pismem, przez przypisanie danej osobie cech negatywnych. Najczęściej wykorzystuje się wyrazy nacechowane emocjonalnie. Gramatycznie najczęściej rzeczownik lub przymiotnik. To samo określenie może być negatywne w opinii obrażającego, a w opinii obrażanego wprost przeciwnie, może być np. powodem do dumy. W przypadku określeń neutralnych, rozstrzygnięcie następuje na płaszczyźnie kontekstu użytego określenia.

## Cel obelgi
- pogarda
- zwiększenie lub potwierdzenie poczucia własnej wartości lub władzy (niekoniecznie nad osobą obrażaną)
- odreagowanie stresu powstałego np. w wyniku niepowodzeń
- zemsta
- kara - np. za złe wykonanie zadania w pracy
- zastraszanie - zapowiedź dalszej eskalacji agresji słownej lub przejścia do ewentualnej agresji fizycznej
- odstraszanie - by zniechęcić osobę trzecią do nadmiernego, bądź niepożądanego zainteresowania się autorem obelgi (osoba prymitywna)

## Rodzaje obelg
Obelga może być wyrażona na różne sposoby:
- nazwanie kogoś wyrazem uznanym za wulgarny:
- przyrównanie do osoby postrzeganej negatywnie w danym środowisku (patrz np. Prawo Godwina);
  - ze względu na narodowość, pochodzenie geograficzne, społeczne itp. − np. Cygan, Murzyn, krakus, poznaniak, warszawiak, hrabia, legionista, wieśniak, pedał;
  - ze względu na negatywne cechy wykonywanego zawodu − np. prostytutka, śmieciarz;
  - ze względu na negatywne cechy charakteru − np. łajdak, wandal;
- przyrównanie do osoby chorej lub niedorozwiniętej:
  - debil;
  - idiota;
  - kretyn;
  - Imbecyl;

- przydanie cech zwierzęcia:
  - papuga − świadome naśladownictwo;
  - małpa − nieświadome naśladownictwo;
  - osioł − upór;
  - słoń − otyłość, niezgrabność ruchów;
  - świnia − świństwo, otyłość, ohydztwo, samolubstwo

- przyrównanie do cech przedmiotu lub substancji:
  - beton − niezmienność poglądów, brak podatności na argumenty;
  - galareta − zewnętrzne oznaki strachu;
  - kołek − prostactwo.